# Man vs. Wild

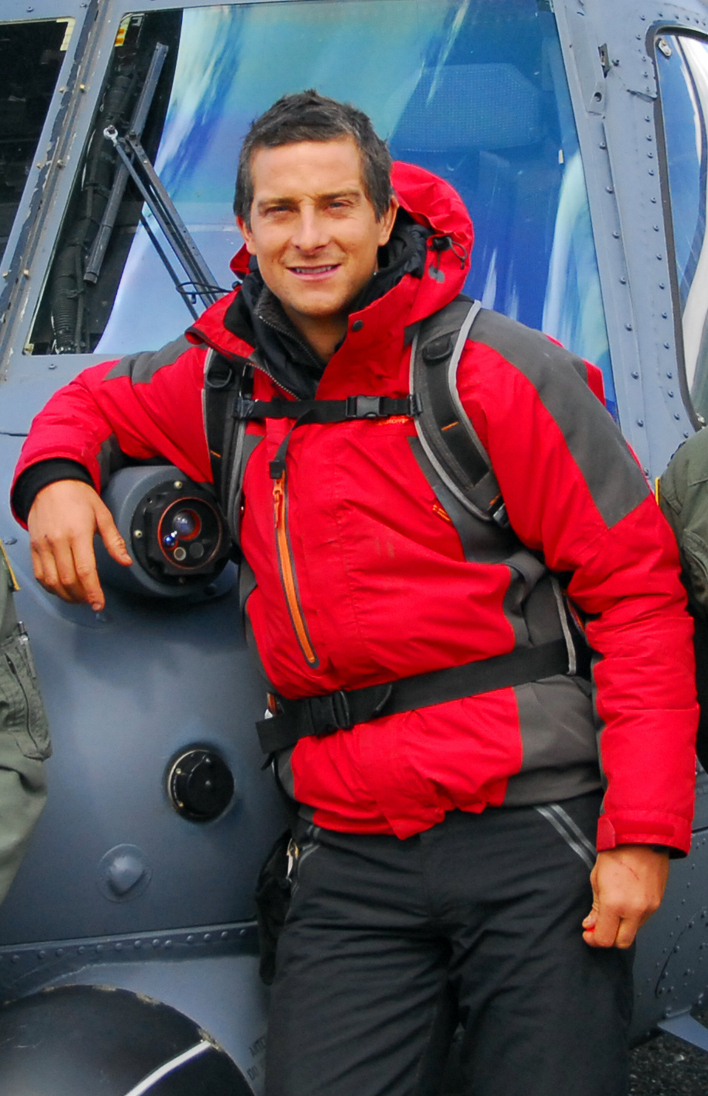
Bear Grylls 2

Man vs. Wild (L'últim supervivent a Espanya) és un programa que t'ensenya com sobreviure a la natura i a sortir il·lés de situacions extremes, presentat per Bear Grylls i emès en Estats Units, Amèrica del Sud, Canadà, Índia, Australia per Discovery Channel, en el Regne Unit per Channel 4, en Ecuador per Discovery Channel i Ecuador TV, en Espanya per Discovery Channel i Cuatro i Record News y Discovery Max, en Xile per Chilevisión y Discovery Channel, en Argentina i en Mèxic por Discovery Channel y Once TV.

## Temporades
El programa té cinc temporades:
- Primera temporada: Va ser emesa del 27 d'octubre de 2006 fins al 29 de desembre del 2006, aquesta conté 9 capitols.
- Segona temporada: Va ser emesa del 15 de juny de 2007 fins al 20 de juliol del 2007, aquesta conté 6 capitols.
- Tercera temporada: Va ser emesa del 9 de novembre de 2007 fins al 28 de desembre de 2007, aquesta conté 7 capitols.
- Quarta temporada: Va ser emesa del 2 de maig de 2008 fins al 13 de juny de 2008, aquesta conté 7 capitols.
- Cinquena temporada: Va ser emesa del 13 de març de 2009 fins al 19 de maig de 2009, aquesta conté 12 capitols.